# Fabio Coala

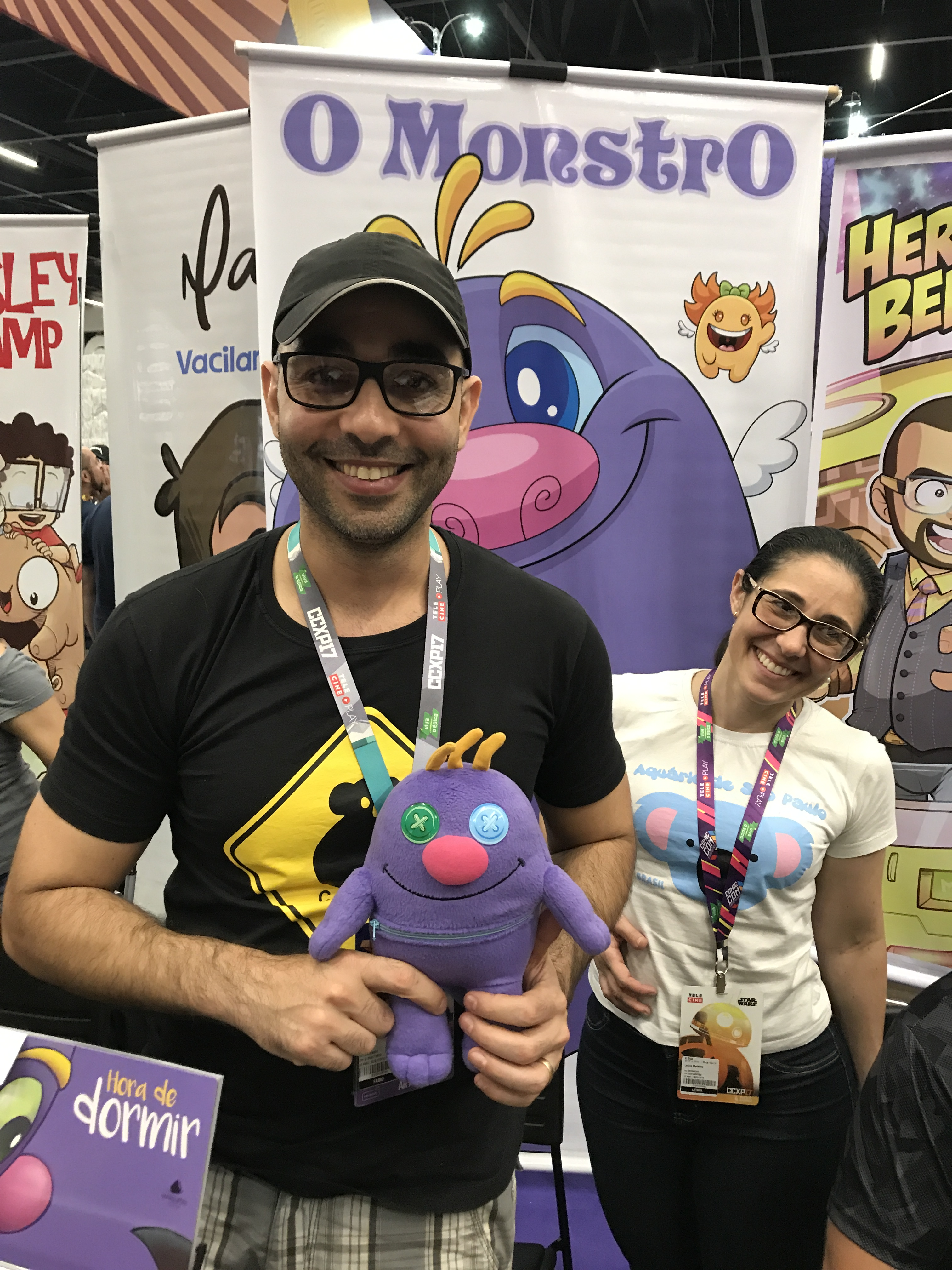
Fabio Coala auf der Comic Con Experience 2017

Fabio Coala ist ein brasilianischer Comiczeichner.
Nach fünf Jahren als Feuerwehrmann schuf er die Website Mentirinhas („Kleine Lügen“), in der er seit 2010 Webcomics mit verschiedenen Charakteren veröffentlicht. Einer der Hauptcharaktere ist „O Monstro“ („Das Monster“), ein Spielzeugmonster, das Kindern mit Problemen hilft, indem es ein echtes Monster für sie wird. Die erste gedruckte Graphic Novel des Monsters erschien 2013 nach einer erfolgreichen Crowdfunding-Kampagne und im folgenden Jahr gewann das Buch den Troféu HQ Mix (wichtigster brasilianischer Comic-Preis) in der Kategorie „Beste unabhängige Publikation“. Coalas Comic „Perfeição“ („Perfection“) wurde 2014 ebenfalls als kurzer Animationsfilm von Jacob Frey und Markus Kranzler adaptiert. Der Film mit dem Titel The Present gewann 77 Auszeichnungen von verschiedenen Filmfestivals und wurde von Kritikern hoch gelobt.